# Олівер Буфф
Олівер Буфф (нім. Oliver Buff; нар. 3 серпня 1992, Баден) — швейцарський футболіст, півзахисник клубу «Жальгіріс».
Насамперед відомий виступами за клуб «Цюрих», а також молодіжну збірну Швейцарії.

## Клубна кар'єра
У дорослому футболі дебютував 2009 року виступами за команду клубу «Цюрих». У складі якого в сезонах 2013–14 та 2015–16 Олівер став переможцем кубку Швейцарії. Піісля дванадцяти років перебування у «Цюриху» півзахисник у травні 2017 року вирішив не продовжувати контракт з командою.
13 червня 2017 року Буфф підписав дворічний контракт з іспанським клубом «Реал Сарагоса».
У січні 2019 року Олівер до кінця сезону перейшов до кіпрського «Анортосісу».
15 жовтня 2019 року Буфф підписав контракт з «Грассгоппером» до завершення сезону.
26 січня 2021 року на правах вільного агенту перейшов до малазійської команди «Селангор».
Взимку 2022 року швейцарець повернувся до Європи та уклав контракт з литовським клубом «Жальгіріс».

## Виступи за збірні
Грав у складі юнацьких збірних Швейцарії різних вікових категорій. У складі збірної віком до 17 років ставав чемпіоном світу.
З 2011 року залучався до складу молодіжної збірної Швейцарії. Наразі на молодіжному рівні зіграв у 5 офіційних матчах.
2012 року захищав кольори олімпійської збірної Швейцарії на Олімпійських іграх 2012 року у Лондоні.

## Титули і досягнення
- Володар Кубка Швейцарії (2): 2013–14, 2015-16
- Володар Кубка Литви (1): 2022
- Чемпіон Литви (1): 2022

Збірні
- Чемпіон світу (U-17): 2009